# Tammsaareparken

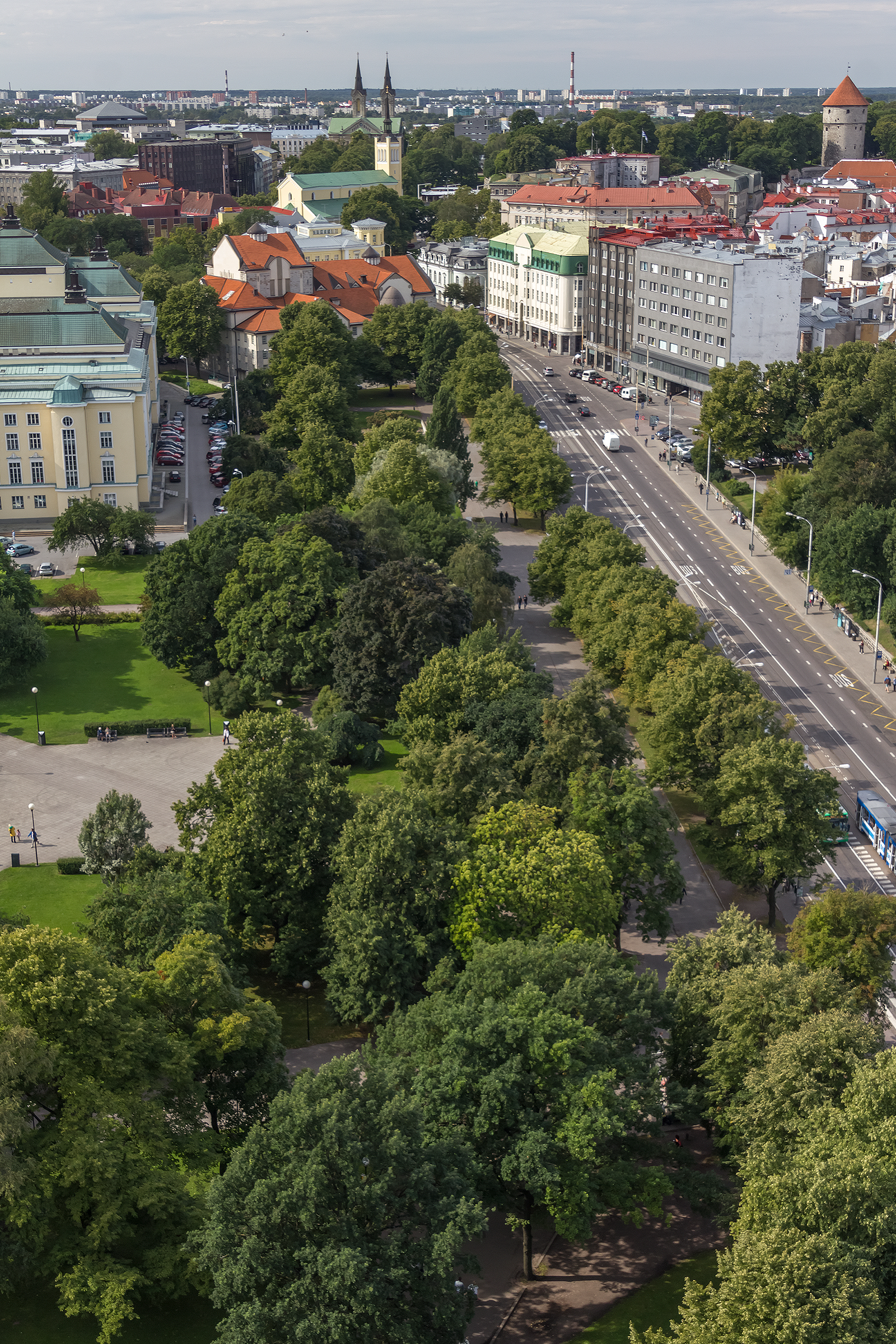
Tammsaareparken utefter Pärnuvägen

Tammsaareparken är en park i centrala Tallinn i Estland. Den gränsar till Pärnuvägen, Virutorget, Viru Keskus och Teatertorget.
Fram till mitten av 1800-talet var området, där parken ligger idag, ett öppet markområde. Det omgärdades av stadsmuren och låg av militära skäl under byggnadsförbud. Marken stensattes 1896 och marknaden i Tallinn flyttades dit från Rådhustorget. Nära marknadsplatsen anordnades olika utställningar. Åren 1903–1905 uppfördes en stor träbyggnad som en tillfällig teater mitt i det som idag är parken. Denna var en laduliknande hall, där teaterpjäser uppfördes och biograffilmer visades. Den 16 oktober 1905 sköt soldater 94 fredliga demonstranter till döds på marknadsplatsen.
Permanenta teaterbyggnader uppfördes senare. Den första från 1910 kallades först Revals tyska teater, numera Estlands dramatiska teater. År 1913 invigdes Estlands nationalopera.
Den äldsta delen av parken på en hektar anlades 1899−1900 i närheten av nuvarande Viru Keskus. Tammsaareparken i sin helhet ritades 1947 av trädgårdsarkitekten Harald Heinsaar. Den ryska marknaden, som delvis låg där parken nu ligger, ombyggdes 1948 till Virutorget. Parken stod klar 1950 och hade 1955–1989 namnet "16 oktoberparken". Det omdöptes därefter efter författaren Anton Hansen Tammsaare. År 1976 omskapades parken och fick 1978 i mitten en skulptur av Jaak Soans (född 1943).
Det finns 40 arter av inhemska träd planterade i parken (2007).

## Skulpturer i parken
- Minnesmärke över A.H. Tammsaare 1978.
- Minnesmärke över offren den 16 oktober 1905, av Juhan Raudsepp, 1931 på den dåvarande Ryska marknaden och rest 1959 bredvid Estlands dramatiska teaters byggnad.
- Minnesmärket  Merines, brons och granit, av Edgar Viies, 1981. Tillägnad Tallinns seglingsregatta på Olympiska sommarspelen 1980.

## Bildgalleri

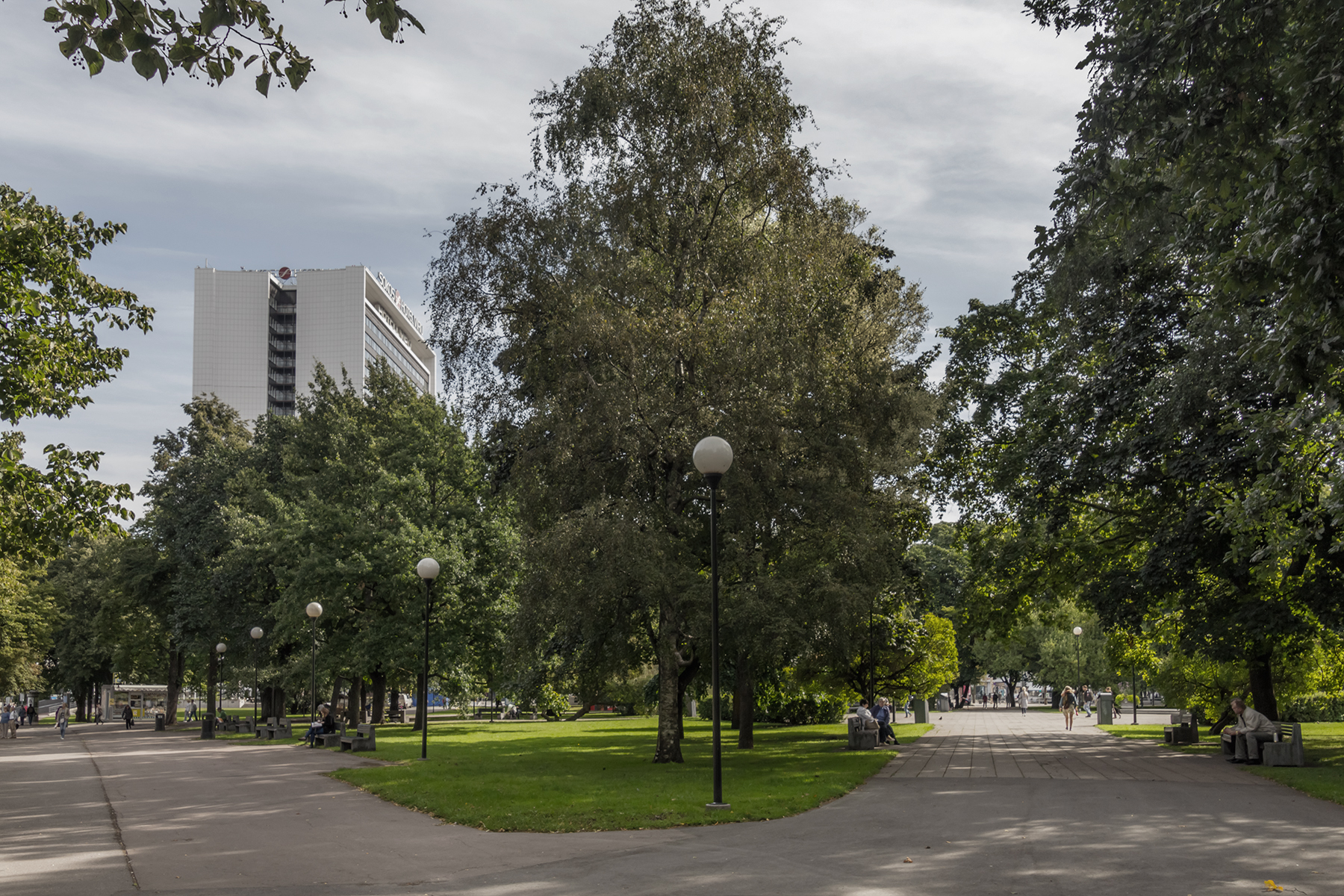
Tammsaareparken mot Viru hotell
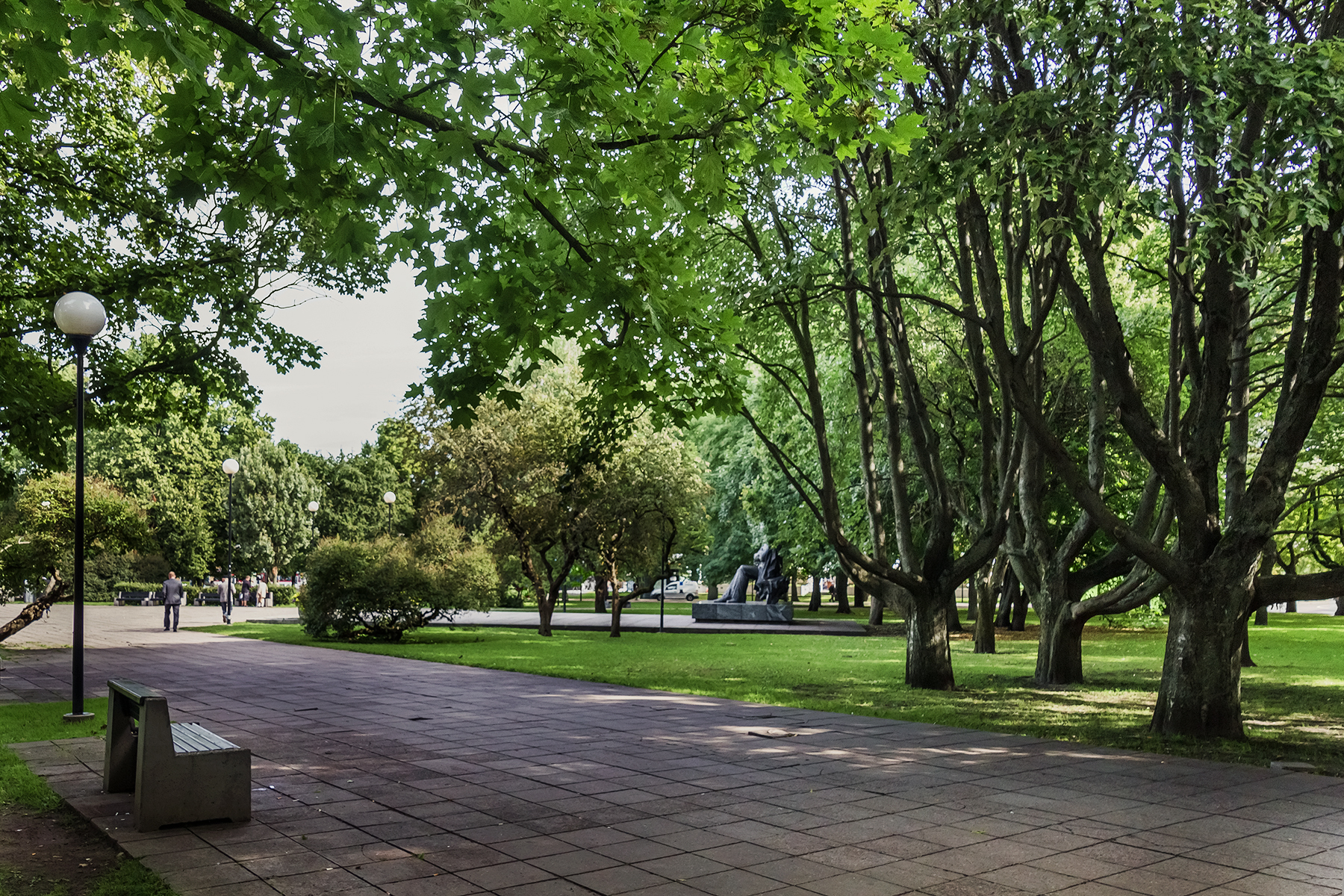
Tammsaareparken
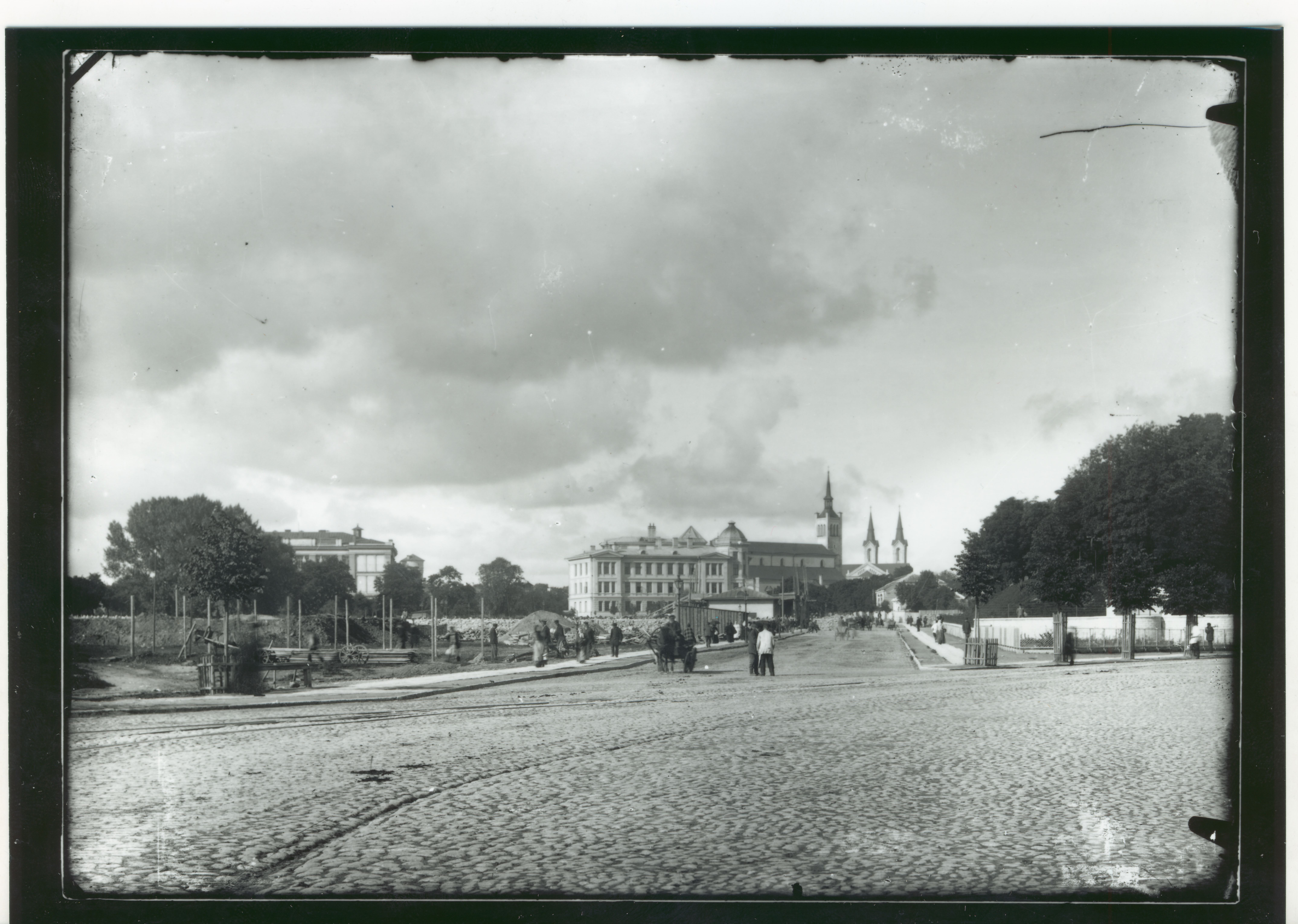
Pärnuvägen från Virutorget med den blivande parken till vänster, 1890–1900
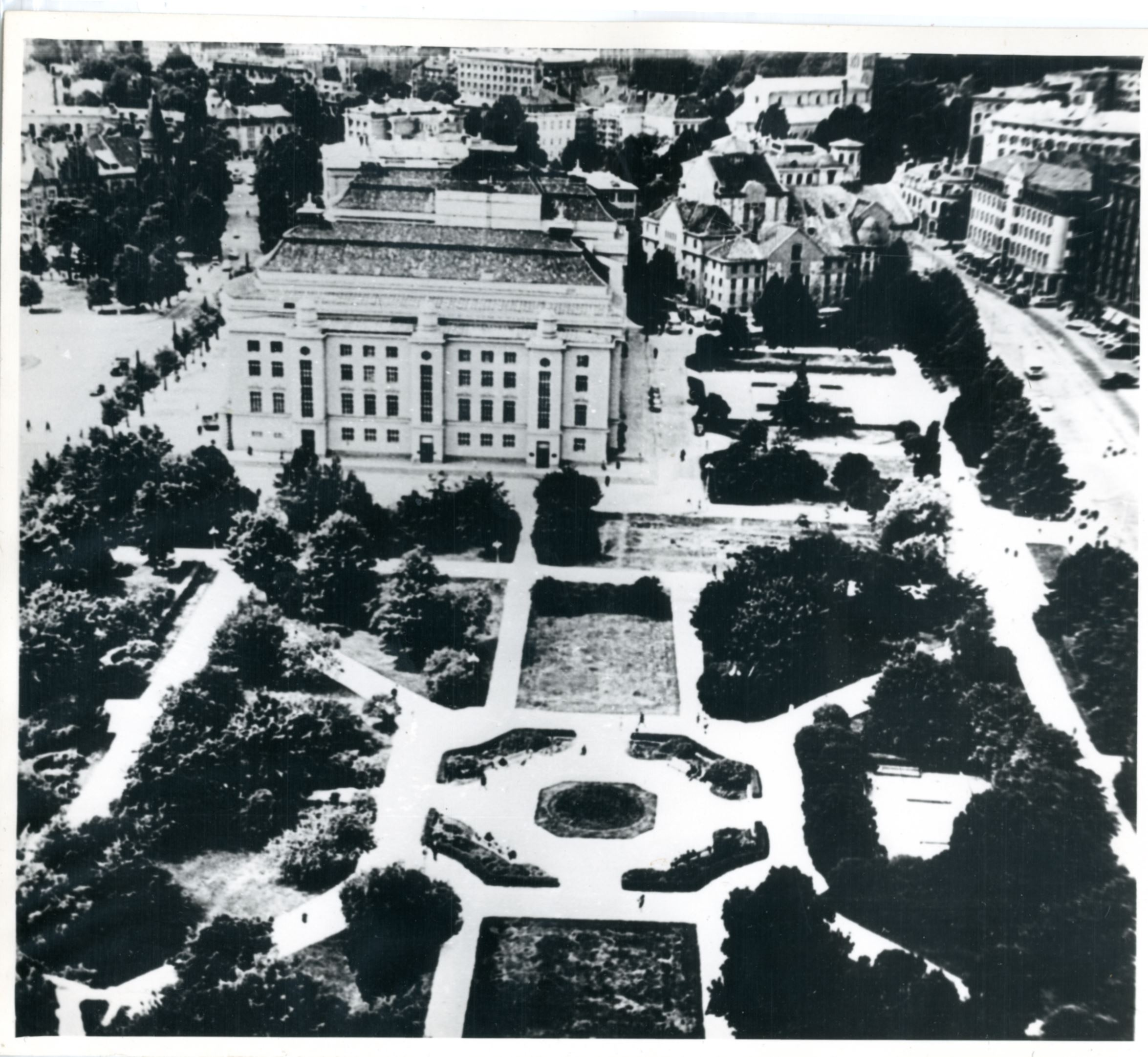
Parken 1910
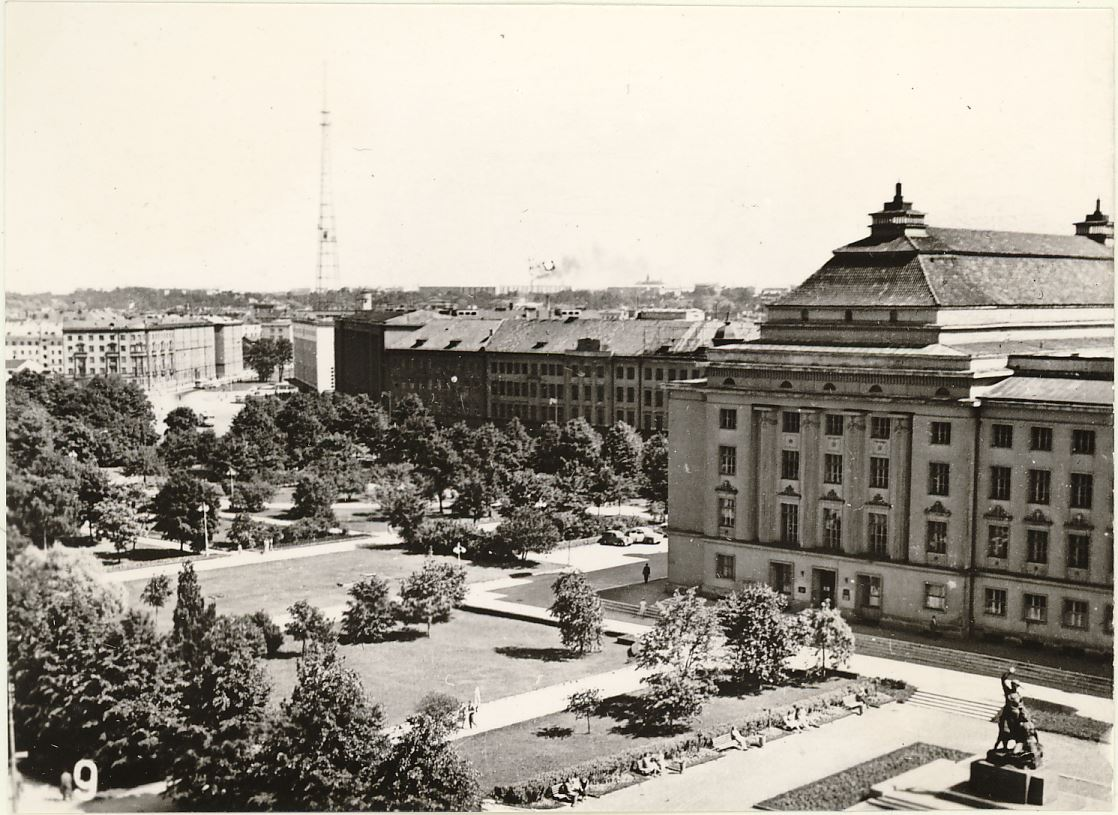
16 oktoberparken mot Virutorget 1964